# 格拉诺列尔斯
格拉诺列尔斯（西班牙语，加泰隆尼亞語發音：[ɡɾənuˈʎes]）是西班牙加泰罗尼亚巴塞罗那省的一个市镇。总面积15平方公里，总人口59 753人（2013年），人口密度4010人/平方公里。

## 轰炸格拉诺列尔斯
1938年5月31日，五架隶属于意大利空中军团的轰炸机对格拉诺列尔斯进行轰炸，此事件又称轰炸格拉诺列尔斯。该镇位于巴塞罗那以北20英里，没有任何军事目标。轰炸机在城市中心投下了40枚100公斤的炸弹，造成100至224名平民死亡 (其中大部分是妇女和儿童)。英国政府派出两名军官对此事件进行调查，他们报告称，轰炸是专门针对非军事目标进行的。